# NWB VT 700
De VT 700, ook wel Talent genoemd, is een dieseltreinstel, een zogenaamde lichtgewichttrein met lagevloerdeel voor het regionaal personenvervoer van de NordWestBahn (NWB).

## Geschiedenis
De Talent is een normaalsporig treinstel, volgens UIC normen door Alexander Neumeister in 1994 ontworpen. Na een bouwtijd van 7 maanden door Waggonfabrik Talbot te Aken werd het prototype in februari 1996 voorgesteld. Het acroniem Talent staat voor Talbot leichter Nahverkehrstriebwagen.
De NordWestBahn GmbH (NWB) is een private spoorwegonderneming die sinds het jaar 2000 meerdere trajecten in Noord- en West-Duitsland bedient. De aandelen van NordWestBahn zijn voor 64% in handen van Veolia Verkehr GmbH, Berlijn, voor 26% in handen van Stadtwerke Osnabrück AG en voor 10% in handen van Verkehr und Wasser GmbH Oldenburg. De onderneming is gevestigd te Osnabrück.

## Constructie en techniek
Het treinstel is opgebouwd uit een aluminium frame. Typerend aan dit treinstel is de toepassing van de Scharfenbergkoppeling en de grote voorruit. De treinen werden geleverd als tweedelig dieseltreinstel met mechanische transmissie. De trein heeft een lagevloerdeel. Deze treinen kunnen tot drie stuks gecombineerd rijden. De treinen zijn uitgerust met luchtvering.

## Treindiensten
De treinen worden sinds 15 december 2003 door NordWestBahn ingezet op volgende lijnen:
- RB 67 Der Warendorfer: Münster (Westf) Hbf - Warendorf - Gütersloh - Bielefeld KBS 406
- RB 74 Senne-Bahn: Bielefeld - Hövelhof - Paderborn (KBS 403)
- RB 75 Haller Willem: Bielefeld - Halle - Dissen - Bad Rothenfelde - Osnabrück Hbf (KBS 402)
- RE 82 Der Leineweber: Altenbeken - Detmold - Lage - Oerlinghausen - Bielefeld (KBS 404/405)
- RB 84 Egge-Bahn: Paderborn - Ottbergen - Holzminden (KBS 403)

Sinds december 2006 verzorgt NordWestBahn in opdracht van Zweckverbände VRR en ZVM het personenvervoer op de Emscher-Münsterland-Net op volgende lijnen:
- Van december 2006 tot december 2011:
  - RB 43 Emschertal-Bahn: Dorsten - Wanne-Eickel Hbf - Herne - Dortmund Hbf (KBS 426)

- Van december 2006 tot december 2018:
  - RE 14 Der Borkener: Borken - Dorsten - Bottrop Hbf - Essen Hbf (KBS 423)
  - RB 45 Der Coesfelder: Coesfeld - Dorsten (KBS 424)

Tussen 16 december 2007 en 10 december 2011 reed de NWB op het voor personenvervoer gereactiveerde traject:
- KBS 127 Bremen-Vegesack - Bremen-Farge

Op 21 januari 2008 werd bekendgemaakt dat de NordWestBahn voor een periode van 15/16 jaar ging rijden op het Niers-Rhein-Emscher-Netz op de volgende lijnen:
- Van december 2009 tot december 2024:
  - RE 10 Niers-Express: Kleve - Düsseldorf Hbf (KBS 495)
  - RB 31 Der Niederrheiner: Duisburg Hbf - Xanten (KBS 498)
- Van december 2010 tot december 2026:
  - RB 36 Ruhrort-Bahn: Oberhausen Hbf - Duisburg-Ruhrort (KBS 447)
  - RB 44 Der Dorstener: Oberhausen Hbf - Dorsten (KBS 423)